# 禅東院 (長野県南木曽町)
禅東院（ぜんとういん）は、長野県木曽郡南木曽町田立にある曹洞宗の寺院。木曾西国三十三観音霊場三十番。

## 歴史
寛永2年（1625年）、三留野宿の等覚寺に居住していた徳岩全暁(徳岩林尭)によって開山された。
この伝承は禅東院境内の「竹生島様」に保管されている棟札の中に「寛永二乙丑年 十一月十八日 奉鎮守 秋葉大権現 寺内安全祈所 徳巖謹白」と記されていることから明らかである。
徳岩全暁（徳岩林尭）は、日向国の島津甲斐守の次男で、その高徳を知った田立村の太田六郎左衛門と小幡彌兵衛の二人に請われて開闢した。
徳岩全暁（徳岩林尭）の父である島津甲斐守が本堂を建立している。
田立村史に、仏器類の中に「西郷順承 妻寄付」と記された径が一寸大の小さな香炉があることと、寺紋が轡であることから、島津氏の一族であるとしている。
徳岩全暁（徳岩林尭）は、開闢後に等覚寺の六世となった。
こうした法灯から禅東院は等覚寺の子院とされ、江戸時代を通じて等覚寺の隠居寺となっていた。
享保16年(1731年)、当時、坂下村の握にあった光宗寺の本尊十一面観世音菩薩は、坂下下組庄屋の吉村八郎右衛門朝貞の発願で、禅東院の住職により開眼された一本彫の巨像であることが記録に見える。
寛政元年（1789年）から文化元年（1804年）まで無住の時期があった。
明治2年（1869年）、等覚寺から独立し、田立村の檀那寺となった。